# Mmakgori
Mmakgori est une ville du Botswana.